# Eerste nationale herenhandbal 2021/22
De eerste nationale 2021–22 is de hoogste divisie in het Belgische handbal.

## Opzet
Er nemen 14 ploegen aan de competitie deel. De 6 "beste" ploegen van vorig seizoen, spelen eerst een volledige competitie in BENE-League verband, terwijl de overige 9 ploegen eerst een volledige competitie in regulier eerste nationale-verband spelen. De BENE-League en de eerste nationale zijn dus deels met elkaar verweven.
Na beëindiging van deze 2 competities worden de 14 ploegen bij elkaar gevoegd, waarbij:
- De 4 Belgische ploegen, die in BENE-League als hoogste zijn geëindigd, gaan in een onderlinge volledige competitie (play-off 1) strijden voor het Belgisch kampioenschap. Hierbij begint de ploeg die in de BENE-League als hoogste is geëindigd met 4 bonuspunten, aflopend tot 1 bonuspunt voor de ploeg die in de BENE-League als vierde is geëindigd. De 2 ploegen die in deze competitie als hoogste eindigen beslissen in een best-of-three wie eindelijk de kampioen van het huidige seizoen wordt. Verder komen deze 4 ploegen volgend seizoen weer in de BENE-League uit.
- De 2 Belgische ploegen, die in BENE-League als laagste zijn geëindigd, spelen onderling een best-of-five. De winnaar van deze tweekamp speelt volgend seizoen wederom in de BENE-League en de verliezende ploeg in de reguliere competitie van de eerste nationale.
- Nacompetitie onbekend.

## Teams
| Ploeg                    | Plaats               | Provincie       | Trainer                                                   | Hal                          |
| BENE-League              | BENE-League          | BENE-League     | BENE-League                                               | BENE-League                  |
| ------------------------ | -------------------- | --------------- | --------------------------------------------------------- | ---------------------------- |
| HC AtomiX                | Haacht               | Vlaams-Brabant  | Jelle Vonckx Bogdan Janiszewski ontslagen in oktober 2021 | Den Dijk                     |
| Sezoens Achilles Bocholt | Bocholt              | Limburg         | Bart Lenders                                              | De Damburg                   |
| Hubo Initia Hasselt      | Hasselt              | Limburg         | Tijl Habraken                                             | Alverberg                    |
| Sporting Pelt            | Pelt                 | Limburg         | Björn Timmermans                                          | Dommelhof                    |
| Handbal Tongeren         | Tongeren             | Limburg         | Jean-Luc Grandjean                                        | Eburons Dôme                 |
| HC Visé BM               | Wezet                | Luik            | Korneel Douven                                            | Hall Omnisports de Visé      |
| Eerste nationale         |                      |                 |                                                           |                              |
| Apolloon Kortrijk        | Kortrijk             | West-Vlaanderen | Luc Vercauteren                                           | Sporthal Lange Munte         |
| HC Don Bosco Gent        | Gent                 | Oost-Vlaanderen | Peter Beeckman                                            | Sporthal Hekers              |
| Estudiantes HC Tournai   | Doornik              | Henegouwen      | Pascal Houssière                                          | Hall des sports de la C.E.T. |
| HC Eynatten-Raeren       | Eynatten             | Luik            | Bruno Thevissen                                           | Sportzentrum Eynatten        |
| KTSV Eupen               | Eupen                | Luik            | David Polfliet                                            | Sportcentrum Eupen           |
| HBC Izegem               | Izegem               | West-Vlaanderen | Robin Mathijs                                             | De Krekel                    |
| Kreasa Houthalen         | Houthalen-Helchteren | Limburg         | Ruben Vanhoudt                                            | Lakerveld                    |
| Olse Merksem HC          | Merksem              | Antwerpen       | Piotr Konitz                                              | De Rode Loop                 |
| KV Sasja HC              | Hoboken              | Antwerpen       | Kevin Jacobs                                              | Sorghvliedt                  |

## Reguliere competitie

### Stand
| Pos | Club                   | Wed | W  | G | V  | Ptn | DV  | DT  | +/−  | Opmerking                |
| --- | ---------------------- | --- | -- | - | -- | --- | --- | --- | ---- | ------------------------ |
| 1   | KTSV Eupen             | 16  | 15 | 0 | 1  | 30  | 558 | 432 | +126 | Geplaatst voor play-offs |
| 2   | KV Sasja HC            | 16  | 11 | 3 | 2  | 25  | 461 | 395 | +66  | Geplaatst voor play-offs |
| 3   | Kreasa houthalen       | 16  | 8  | 3 | 5  | 19  | 437 | 419 | +18  | Geplaatst voor play-offs |
| 4   | HBC Izegem             | 16  | 8  | 3 | 5  | 19  | 423 | 399 | +24  | Geplaatst voor play-offs |
| 5   | HC Eynatten-Raeren     | 16  | 8  | 1 | 7  | 17  | 451 | 465 | -14  | Geplaatst voor play-offs |
| 6   | Apolloon Kortrijk      | 16  | 6  | 3 | 7  | 15  | 449 | 444 | +5   | Geplaatst voor play-offs |
| 7   | Olse Merksem HC        | 16  | 4  | 0 | 12 | 8   | 390 | 439 | -49  | Geplaatst voor play-down |
| 8   | HC Don Bosco Gent      | 16  | 3  | 0 | 13 | 6   | 421 | 490 | -69  | Geplaatst voor play-down |
| 9   | Estudiantes HC Tournai | 16  | 2  | 1 | 13 | 5   | 402 | 509 | -107 | Geplaatst voor play-down |

Bij gelijke stand tellen de onderlinge resultaten.

### Uitslagen
|                        | APO   | DBG   | EHC   | E-R   | EUP   | IZE   | KHO   | MER   | SAS   |
| ---------------------- | ----- | ----- | ----- | ----- | ----- | ----- | ----- | ----- | ----- |
| Apolloon Kortrijk      |       | 30–26 | 29–17 | 29–25 | 30–36 | 27–28 | 23–23 | 30–23 | 25–31 |
| HC Don Bosco Gent      | 23–24 |       | 35–28 | 26–28 | 21–40 | 30–32 | 20–22 | 24–22 | 26–32 |
| Estudiantes HC Tournai | 28–28 | 33–26 |       | 27–29 | 29–37 | 29–33 | 26–31 | 31–30 | 19–34 |
| HC Eynatten-Raeren     | 32–41 | 35–29 | 34–20 |       | 30–35 | 21–36 | 28–24 | 31–30 | 31–30 |
| KTSV Eupen             | 31–30 | 44–23 | 44–33 | 36–20 |       | 33–25 | 35–28 | 34–27 | 39–33 |
| HBC Izegem             | 25–25 | 29–27 | 31–22 | 26–19 | 24–29 |       | 19–19 | 22–19 | 22–22 |
| Kreasa Houthalen       | 31–28 | 27–29 | 31–19 | 31–29 | 30–33 | 30–26 |       | 29–28 | 28–28 |
| Olse Merksem HC        | 29–24 | 35–28 | 26–23 | 23–32 | 23–28 | 23–22 | 23–30 |       | 12–22 |
| KV Sasja HC            | 36–26 | 29–28 | 31–18 | 29–29 | 26–24 | 24–23 | 25–23 | 31–22 |       |

## Nacompetitie; Eerste nationale

#### Play-down
| Pos | Club                   | Wed | W | G | V | Ptn | DV  | DT  | +/− | Startpunten | Opmerking                          |
| --- | ---------------------- | --- | - | - | - | --- | --- | --- | --- | ----------- | ---------------------------------- |
| 1   | HC Don Bosco Gent      | 4   | 3 | 1 | 0 | 10  | 113 | 108 | +5  | 3           |                                    |
| 2   | Olse Merksem HC        | 4   | 2 | 1 | 1 | 9   | 122 | 115 | +7  | 4           |                                    |
| 3   | Estudiantes HC Tournai | 4   | 0 | 0 | 4 | 2   | 109 | 121 | -12 | 2           | Gedegradeerd naar tweede nationale |

|                        | DBG   | EHC   | MER   |
| ---------------------- | ----- | ----- | ----- |
| HC Don Bosco Gent      |       | 29–28 | 32–30 |
| Estudiantes HC Tournai | 26-28 |       | 30–33 |
| Olse Merksem HC        | 28–28 | 31–25 |       |

#### Play-offs
| Pos | Club               | Wed | W | G | V | Ptn | DV  | DT  | +/− | Startpunten | Opmerking                    |
| --- | ------------------ | --- | - | - | - | --- | --- | --- | --- | ----------- | ---------------------------- |
| 1   | KTSV Eupen         | 10  | 3 | 5 | 2 | 17  | 303 | 291 | +12 | 6           | Promotie naar de BENE-League |
| 2   | Kreasa Houthalen   | 10  | 5 | 2 | 3 | 16  | 285 | 281 | +4  | 4           |                              |
| 3   | KV Sasja HC        | 10  | 5 | 1 | 4 | 16  | 275 | 246 | +29 | 5           |                              |
| 4   | Apolloon Kortrijk  | 10  | 6 | 0 | 4 | 13  | 295 | 289 | +6  | 1           |                              |
| 5   | HBC Izegem         | 10  | 5 | 0 | 5 | 13  | 269 | 284 | -15 | 3           |                              |
| 6   | HC Eynatten-Raeren | 10  | 1 | 2 | 7 | 6   | 262 | 298 | -36 | 2           |                              |

|                    | APO   | EUP   | E-R   | KHO   | IZE   | SAS   |
| ------------------ | ----- | ----- | ----- | ----- | ----- | ----- |
| Apolloon Kortrijk  |       | 36-41 | 32–26 | 30-31 | 33-30 | 23–20 |
| KTSV Eupen         | 28–22 |       | 28–28 | 30–30 | 34-23 | 23–31 |
| HC Eynatten-Raeren | 25-29 | 34–34 |       | 28-27 | 26–29 | 21–27 |
| Kreasa Houthalen   | 32–30 | 28-28 | 28–26 |       | 26–28 | 27-25 |
| HBC Izegem         | 25–26 | 32–30 | 31-29 | 28–27 |       | 22-24 |
| KV Sasja HC        | 31–34 | 27-27 | 33-19 | 28–29 | 29–21 |       |

## Nacompetitie; BENE-League

#### Play-downs (Best of Five)
| Pos | Club                | Wed | W | G | V | Ptn | DV  | DT  | +/− | Opmerking                           |       | ATO   | HAS   | ATO   | HAS     | ATO |
| --- | ------------------- | --- | - | - | - | --- | --- | --- | --- | ----------------------------------- | ----- | ----- | ----- | ----- | ------- | --- |
| 1   | HC AtomiX           | 4   | 3 | 0 | 1 | 6   | 122 | 97  | +25 | Handhaving BENE-League              |       | 32–26 |       | 26-22 |         |     |
| 2   | Hubo Initia Hasselt | 4   | 1 | 0 | 3 | 2   | 97  | 122 | -25 | Degradeert naar de eerste nationale | 31–29 |       | 18–35 |       | niet g. |     |

#### Play-offs

##### Stand
| Pos | Club                     | Wed | W | G | V | Ptn | DV  | DT  | +/− | Startpunten | Opmerking                       |
| --- | ------------------------ | --- | - | - | - | --- | --- | --- | --- | ----------- | ------------------------------- |
| 1   | HC Visé BM               | 6   | 5 | 0 | 1 | 12  | 186 | 166 | +20 | 2           | Geplaatst voor de Best of Three |
| 2   | Sezoens Achilles Bocholt | 6   | 3 | 1 | 2 | 11  | 175 | 162 | +13 | 4           | Geplaatst voor de Best of Three |
| 3   | Sporting Pelt            | 6   | 3 | 1 | 2 | 10  | 171 | 168 | +3  | 3           |                                 |
| 4   | Handbal Tongeren         | 6   | 0 | 0 | 6 | 1   | 156 | 192 | -36 | 1           |                                 |

##### Uitslagen
|                          | BOC     | PEL     | TON     | VIS     |
| ------------------------ | ------- | ------- | ------- | ------- |
| Sezoens Achilles Bocholt | 00–00   | 28 – 28 | 35 – 25 | 29 – 30 |
| Sporting Pelt            | 24 – 25 | 00–00   | 29 – 27 | 33 – 31 |
| Handbal Tongeren         | 25 – 30 | 28 – 32 | 00–00   | 26 – 32 |
| HC Visé BM               | 30 – 28 | 29 – 25 | 34 – 25 | 00–00   |

## Best of Three voor kampioenschap
| 26 mei 2022 | HC Achilles Bocholt | 33 – 30 | HC Visé BM |  |
| 26 mei 2022 |                     |         |            |  |
| 26 mei 2022 |                     |         |            |  |

| 28 mei 2022 | HC Visé BM | 20 – 19 | HC Achilles Bocholt |  |
| 28 mei 2022 |            |         |                     |  |
| 28 mei 2022 |            |         |                     |  |

| 4 juni 2022 | HC Visé BM                     | 41 – 39 (na 7m) | HC Achilles Bocholt |  |
| 4 juni 2022 |                                |                 |                     |  |
| 4 juni 2022 |                                |                 |                     |  |
| 4 juni 2022 | Regulier: 30-30, 37-37 7m: 4-2 |                 |                     |  |